# Bertram Neville Brockhouse
Bertram Neville Brockhouse (n. 15 iulie 1918, Lethbridge⁠(d), Alberta, Canada – d. 13 octombrie 2003, Hamilton, Ontario, Canada) a fost un fizician canadian, laureat al Premiului Nobel pentru Fizică în 1994 împreună cu Clifford Glenwood Shull pentru dezvoltarea spectroscopiei cu neutroni 